# Ostrówek (gromada w powiecie lubartowskim, 1954–1959)
Ostrówek – dawna gromada, czyli najmniejsza jednostka podziału terytorialnego Polskiej Rzeczypospolitej Ludowej w latach 1954–1972.
Gromady, z gromadzkimi radami narodowymi (GRN) jako organami władzy najniższego stopnia na wsi, funkcjonowały od reformy reorganizującej administrację wiejską przeprowadzonej jesienią 1954 do momentu ich zniesienia z dniem 1 stycznia 1973, tym samym wypierając organizację gminną w latach 1954–1972.
Gromadę Ostrówek z siedzibą GRN w Ostrówku utworzono – jako jedną z 8759 gromad na obszarze Polski – w powiecie lubartowskim w woj. lubelskim na mocy uchwały nr 11 WRN w Lublinie z dnia 5 października 1954. W skład jednostki weszły obszary dotychczasowych gromad Ostrówek wieś, Ostrówek kol., Antoniówka, Cegielnia, Kamienowola i Luszawa ze zniesionej gminy Leszkowice oraz obszary dotychczasowych gromad Dębica kol. i Jeleń ze zniesionej gminy Czemierniki w tymże powiecie. Dla gromady ustalono 21 członków gromadzkiej rady narodowej.
1 stycznia 1960 gromadę zniesiono, włączając jej obszar do nowo utworzonej gromady Kamiennowola w tymże powiecie.
Uwaga: Gromada Ostrówek (o zupełnie innym zasięgu terytorialnym) istniała w powiecie lubartowskim również w latach 1969–1972.